# Marietta, Pennsylvania
Marietta är en ort i Lancaster County, Pennsylvania, USA. Det är ett litet samhälle beläget på ostbanken av Susquehanna River. Idag har kommunen drygt 2 700 invånare. Bebyggelsen består av en blandning av viktorianska hus och husvagnar. På 1970-talet svämmade en biflod till Susquehanna river över, och de hus som låg längs floden förstördes och byttes ut mot husvagnar. 